# Афанасьев, Александр Петрович (математик)
Александр Петрович Афанасьев — заведующий Центром распределённых вычислений, заведующий лабораторией Распределенные вычислительные системы Института проблем передачи информации им. А. А. Харкевича РАН, заведующий кафедрой распределённых вычислений МФТИ, заведующий базовой кафедрой «Высокопроизводительные вычисления» ШБИ ФБМ ВШЭ, академик РАЕН, доктор физико-математических наук, профессор.

## Биография
- Родился 1 января 1945 года.
- В 1968 окончил МФТИ.
- 1970—1973 — аспирант МФТИ
- 1968—1979 — Институт проблем управления РАН (инженер, младший научный сотрудник, старший инженер)
- 1979—2013 — Институт системного анализа РАН (младший научный сотрудник, старший научный сотрудник, ведущий научный сотрудник, заведующий лабораторией, заведующий отделом, руководитель научного направления, заведующий Центром грид-технологий и распределённых вычислений)
- C 1979 года по совместительству работает на кафедре нелинейных динамических систем и процессов управления факультета ВМК МГУ в должности старшего преподавателя (1997—2002), доцента (с 2002 года).
- 2013 — (Институт проблем передачи информации им. А. А. Харкевича РАН) (заведующий Центром распределённых вычислений)
- 1982 — кандидат физико-математических наук (Метод решения вариационных задач с неравенствами, линейных по производным фазовых координат)
- 1989 — доктор физико-математических наук (Принцип продолжения оптимальных траекторий).

## Научная деятельность
Основными направлениями научной деятельности А. П. Афанасьева являются:
вариационное исчисление и оптимальное управление, методы оптимизации;
качественная теория обыкновенных дифференциальных уравнений;
математическое моделирование;
распределённые и высокопроизводительные вычисления.
Им опубликовано более 150 научных работ, из них 5 монографий и 2 учебника.

### Педагогическая деятельность
Заведующий базовой кафедрой «Высокопроизводительные вычисления» ШБИ ФБМ ВШЭ.
Заведующий базовой кафедрой «Распределённые вычисления» МФТИ.
Профессор ВМиК МГУ.

### Научно-организационная деятельность
член редколлегии журнала «Applied and Computational Mathematics»
член редколлегии журнала «Дифференциальные уравнения»
член редколлегии журнала «Бизнес-информатика»
член редколлегии журнала «Программные продукты и системы»
член редколлегии журнала «Труды Института системного анализа РАН»
член трёх докторских диссертационных советов,
член совета РАН «Высокопроизводительные вычислительные системы, научные телекоммуникации и информационные инфраструктуры»

### Область научных интересов
- прикладная математика;
- теория управления;
- информационные технологии;
- распределённые вычисления.

### Публикации
1. Подход к решению динамических задач целочисленного программирования // В кн. «Проблемы управления в технике, экономике, биологии», М., Наука, 1976
2. Комплексный метод контроля качества бетонных смесей // Библиографическая информация «Строительство и архитектура», № 4, 1976 (соавторы: Лисов А. А., Морозов Ю. Л., Рева С. В.)
3. Совершенствование методов и средств управления свойствами материалов и их качеством // Экспресс-информация НИИАВПРОМ, «Конструкции автомобилей», вып. 3, 1976 (соавторы: Лисов А. А., Черепашенец Б. А., Сидоров Е. А.)
4. Моделирование в квалиметрии // В сб. «Математические методы в вычислительной технике». Научныетруды ВНИИС, вып.34, 1978 (соавторы: Лисов А. А.)
5. Выбор критериев и показателей оценки качества материалов и изделий автомобильной промышленности // Экспресс-информация НИИАВПРОМ, «Конструкции автомобилей», вып. 3, 1979 (соавторы: Лисов А. А., Сидоров Е. А., Чернов С. П., Черепашенец Б. А.)
6. Линейные по управляющим воздействиям задачи оптимального управления // Препринт ВНИИСИ, М.,1980
7. Модель динамики численности возрастных групп населения с учётом трудовой миграции // В сб. "Методологические проблемы создания АСПР большого города. Научные труды НПО АСУ «Москва», 1981 (соавторы: Рязанцев А. Н.)
8. Продолжение решений в вариационных задачах с неравенствами // В сб. В сб. «Динамика неоднородных систем», ВНИИСИ, М., 1982
9. Моделирование развития демографической структуры крупного города с учётом миграции // В сб. «Проблемы системного анализа и моделирования развития городов и систем населённых мест», ВНИИСИ, М., 1982 (соавторы: Рязанцев А. Н., Чеботарев С. П.)
10. Особенности численной реализации процедуры продолжения решений в вариационных задачах, линейных по производным // В сб. «Численные методы в задачах оптимального экономического планирования», ВНИИСИ, М., 1983
11. Продолжение решений в вариационных задачах с неравенствами при наличии функциональных ограничений // В сб. «Динамика неоднородных систем», ВНИИСИ, М., 1983
12. Некоторые особенности построения диалоговых процедур при численном исследовании динамики развития демографической структуры крупного города с учётом миграции населения // В сб. «Динамика неоднородных систем», ВНИИСИ, М., 1983
13. Modification of the age transition model with implication of regional migration rates and their influence on reproduction structure of population // «Environment and Planning A», v.16(12), 1984 (соавторы: Chebotarev S.P., Ryazantsev A.N.)
14. Оценка расстояний в многозначных отображениях, возникающих в возмущённых задачах математического программирования // В сб. «Методы оптимизации», ВНИИСИ, М., 1984
15. Организация диалога для прогноза структуры населения на основе процедуры последовательного наращивания оптимальных траекторий // В сб. «Элементы диалоговой системы анализа и управления развитием города», ВНИИСИ, М., 1984
16. Построение оптимальных траекторий в системах, линейных по управлениям // В сб. «Динамика неоднородных систем», ВНИИСИ, М., 1985
17. Локальные вариационные задачи с вырождением в целевой функции // В сб. «Модели и методы оптимизации», ВНИИСИ, М., 1986
18. Исследование экстремальных характеристик динамических систем методами вариационного исчисления // В сб. «Прикладные проблемы управления макросистемами», ВНИИСИ, М., 1987
19. Нелинейная форма в целевой функции изопериметрической задачи // В сб. «Оптимальное управление в динамических макросистемах», ВНИИСИ, М., 1987
20. Изопериметрическая задача с полилинейным интегрантом на многограннике // В сб. «Оптимальность управляемых динамических систем», ВНИИСИ, М., 1988
21. Bilinear antisimmetric form in optimal control problem // In: «Applications of matrix teory», Clarendon press, Oxford, 1989
22. Необходимое условие в оптимальном управлении // М.: Наука, 1990 (соавторы: Дикусар В. В., Милютин А. А., Чуканов С. В.)
23. Isoperimetric problem with a polylinear integrand on a polyedron // Computational mathematics and modeling, Consultations bureau, New York, 1992
24. Обобщённая изопериметрическая задача на многограннике // Дифференциальные уравнения, т.29, № 11, 1993
25. Вычисление сопряжённых переменных в процедуре продолжения оптимальных траекторий для задач, линейных по управлениям // Дифференциальные уравнения, т.30, № 11, 1994
26. Об одном классе локальных вариационных задач с вырожденным интегрантом // ДАН, т.341, № 3, 1994
27. Об одном классе локальных вариационных задач с произвольным вырождением в целевой функции // ВДАН, т.341, № 4, 1994
28. The generalized isoperimetric problem and the number of periodic solutions for Hamiltonian system // 17-th IFIP Conference materials, Chapmen & Hall, UK, 1995
29. Локальная вариационная задача второго порядка для нелинейных задач оптимального управления со смешанными ограничениями // Дифференциальные уравнения, т.31, № 11, 1996
30. Локальная вариационная задача первого порядка для линейных задач оптимального управления со смешанными ограничениями // Дифференциальные уравнения, т.32, № 11, 1996
31. Оптимизация систем с управлениями, прилагаемыми в конечные моменты времени // Препринт, ТГУ им. Г. Р. Державина, 1997 (соавторы: Дзюба С. М.,Кримштейн А. А.,Чуркин А. В.)
32. The partial differential equations of age transition model with implication for regional migration rates and their influence on reproduction structure of population // In: «Dynamics of non-homogeneous systems», Proceedings of ISA, Moscow, URSS, 1997
33. On the dual problem in the optimal trajectories continuation and Maximal principle for the linear control systems // In: «Dynamics of non-homogeneous systems», Proceedings of ISA, Moscow, URSS, 1997
34. Управление безотказностью авиационной техники на базе современных информационных систем // Информационные технологии в проектировании и производстве, № 3, 1997(соавторы: Круглов В. И., Лисов А. А., Чернова Т. А.)
35. Методологические предпосылки к упреждению и предотвращению отказов сложных технических объектов в эксплуатации // Стандарты и качество, № 9, 1997 (соавторы: Александровская Л. Н., Лисов А. А., Меликов Э. Н., Чернова Т. А.)
36. Об одной задаче квазистатической оптимизации с дискретными управлениями // Теория и системы управления, № 3, 1998 (соавторы: Дзюба С. М., Кримштейн А. А., Чуркин А. В.)
37. К вопросам управления в периодических процессах // Теория и системы управления, № 4, 1998 (соавторы: Дзюба С. М.)
38. Организация учебно-научного центра // В сб. Информационные технологии в проектировании и производстве, № 3, 1998 (соавторы: Александровская Л. Н., Лисов А. А., Круглов В. И.)
39. Оценка уровня деградации свойств сложного технического объекта // Научные труды МАТИ-РГТУ им. К. Э. Циолковского, Москва, ЛАТМЭС, 1998 (соавторы: Истомина Н. П., Коновалова М. В., Лисов А. А., Пущенко Н. Н.)
40. Контроль в системе управления «безотказностью» // Научные труды МАТИ-РГТУ им. К. Э. Циолковского, Москва, ЛАТМЭС, 1998 (соавторы: Коновалова М. В., Круглов В. И., Лисов А. А., Пущенко Н. Н.)
41. О локальных вариационных задачах при наличии функциональных ограничений // Дифференциальные уравнения, т.34, № 11, 1998
42. О циклических решениях в одном классе динамических систем, обобщающем гамильтоновы // Дифференциальные уравнения, т.34, № 8, 1998
43. The modeling of the population in a new locality based on the immigration flows // In: «Dynamics of non-homogeneous systems», Proceedings of ISA, Moscow, URSS, 1999
44. Новые принципы построения и организации автоматизированнойсистемы конструкторско-технологической подготовки производства // Автоматизация проектирования, № 2(12), 1999 (соавторы: Галкин В. И., Лисов А. А., Парамонов Ф. И., Петров А. П.)
45. О циклических решениях в динамических системах, порожденных локальными вариационными задачами с вырождениями в целевой функции // В сборнике трудов ИСА РАН: Нелинейная динамика и управление, УРСС, М., 1999
46. Обобщенная изопериметрическая задача с линейным смещением в целевой функции // Дифференциальные уравнения, т.35, № 5, 1999
47. WWW-сервер ОИВТА РАН // Информационные технологии и вычислительные системы, № 2, 1999 (соавторы: Кортнев А. В., Остапенко А. В., Соколов А. В., Филиппов В. Н., Черныш К. В.)
48. Максимизация суммы наддиагональных элементов матриц в локальных вариационных задачах с вырожденным интеграндом // Прикладная математика и информатика: Труды ВМиК МГУ им. М. В. Ломоносова: № 3 — М.: Диалог — МГУ, 1999 (соавторы: Остапенко А. В.)
49. The shift in the bilineaer integrant of the local variational problem // In: «Dynamics of non-homogeneous systems», Proceedings of ISA, Moscow, URSS, 2000
50. Продолжение оптимальных траекторий // Вестник Тамбовского университета, т.5, вып.4, 2000
51. Локальные вариационные задачи для одного класса задач оптимального управления с нелинейными целевыми функциями // Дифференциальные уравнения, т.36, № 8, 2000
52. Вычисления в математике и информатике // Труды Всероссийской конференции "Математика и общество. Математическое образование на рубеже веков. Дубна, сентябрь 2000.-М.: МЦНМО, 2000.
53. Современные методы обеспечения безотказности сложных технических систем // М.: Логос, 2001(соавторы: Александровская Л. Н., Лисов А. А.)
54. Estimates of distances in many-valued mappings determined by perturbed domains admissible solutions in mathematical programminq // In: «Dynamics of non-homogeneous systems», Proceedings of ISA, volume 4, Moscow, URSS, 2001
55. Methods of Security Control in Information and Telecommunication Distributed Systems // In: «Dynamics of non-homogeneous systems», Proceedings of ISA, volume 5, Moscow, URSS, 2001 (соавторы: Albertian A.M., Alguliev R.M., Belevtsev A.A., Rappoport A.M.)
56. Об организации распределенных вычислений в сетях // 1-я Московская конференция «Декомпозиционные методы в математическом моделировании», ВЦ РАН, Москва, 2001 (соавторы: Волошинов В. В., Кривцов В. Е.)
57. О возможных принципах организации доступа к удаленным вычислительным ресурсам на основе CORBA // 1-я Московская конференция «Декомпозиционные методы в математическом моделировании», ВЦ РАН, Москва, 2001 (соавторы: Волошинов В. В., Кривцов В. Е.)
58. Квазипериодические процессы в задачах управления // Теория и системы управления, № 2, 2001 (соавторы: Дзюба С. М.)
59. О нарушении свойства глобальности экстремума при продолжении оптимальных траекторий // Дифференциальные уравнения, т.38, № 8, 2001
60. Введение в теорию экстремальных задач // Тамбов: Изд-во Тамб. Ун-та, 2001 (соавторы: Дзюба С. М.)
61. Современные технологии построения распределенных программных систем // Проблемы системного анализа и управления: Сборник трудов ИСА РАН / Под ред. С. В. Емельянова. — М.: Эдиториал УРСС, 2001 (соавторы: Ваньков А. И., Волошинов В. В., Кривцов В. Е., Попков Е. Ю., Шляев П. Г.)
62. О числе циклических решений в гамильтоновой системе, задаваемой многогранником // Дифференциальные уравнения, т.38, № 1, 2002
63. On the Number of Periodic Solutions in a Hamiltonian system // International congress of matematicians (ICM2002), Beijing, China,
64. Оптимизационные модели предприятия // Системные исследования. Методологические проблемы. Ежегодник 2001.Москва. Эдиториал УРСС, 2003 (соавторы: Покусай В. П.)
65. A method of successive approximation for obtain a suboptimal controls of nonlinear systems via quadratic criteria // In: «Dynamics of non-homogeneous systems», Proceedings of ISA, volume 11, Moscow, URSS, 2003 (соавторы: S.M. Dzyuba, S.M. Lobanov)
66. On a non-local proceeding solutions of optimal control problems with linear controls // In: «Dynamics of non-homogeneous systems», Proceedings of ISA, volume 12, Moscow, URSS, 2003(соавторы: S.M. Dzyuba, S.M. Lobanov)
67. Succeessive approximation and suboptimal control of systems with separated linear part // In: «Applied and computational mathematics» Publishing house «Azerbaijan State Economic University», volume II(1), 2003 (соавторы: S.M. Dzyuba, S.M. Lobanov, A.V. Tyutyunnik)
68. On a suboptimal control of nonlinear systems via quadratic criteria // In: «Applied and computational mathematics» Publishing house «Azerbaijan State Economic University», volume II(2), 2003 (соавторы: S.M. Dzyuba, S.M. Lobanov, A.V. Tyutyunnik)
69. Развитие концепции распределенных вычислительных сред // Проблемы вычислений в распределенной среде: Сборник трудов ИСА РАН / Под ред. С. В. Емельянова, А. П. Афанасьева — М.: Эдиториал УРСС, 2004. (соавторы: Волошинов В. В., Рогов С. В., Сухорослов О. В.)
70. Использование информационно-алгоритмических ресурсов для организации распределенных вычислений // Проблемы вычислений в распределенной среде: Сборник трудов ИСА РАН / Под ред. С. В. Емельянова, А. П. Афанасьева — М.: Эдиториал УРСС, т.8, стр.32-48, 2004. (соавторы: Волошинов В. В., Кривцов В. Е., Рогов С. В., Сухорослов О. В.)
71. Решение задачи синтеза оптимального управления в распределенной среде // Проблемы вычислений в распределенной среде: Сборник трудов ИСА РАН / Под ред. С. В. Емельянова, А. П. Афанасьева — М.: Эдиториал УРСС, 2004. (соавторы: Хуторной Д. А.)
72. Принципы, методы алгоритмы и протоколы маршрутизации в сетях связи // Сетевые и алгоритмические задачи распределенных вычислений: Сборник трудов ИСА РАН / Под ред. С. В. Емельянова, А. П. Афанасьева — М.: Эдиториал УРСС, 2004. с.5-104 (соавторы: Гринберг Я. Р., Курочкин И. И.)
73. Использование информационно-алгоритмических ресурсов в GRID-вычислениях // Труды V Всероссийской школы-семинара «Прикладные проблемы управления макросистемами», Апатиты, 2004(соавторы: Сухорослов О. В.)
74. Среда IARNET и распределенное решение задачи оптимального управления // Тезисы докладов 2-й Московской конференции «Декомпозиционные методы в математическом моделировании и информатике», ВЦ РАН, Москва, 2004. (соавторы: Волошинов В. В., Сухорослов О. В., Хуторной Д. А.)
75. Алгоритм, реализующий критерий уменьшения неравномерности при заполнении сети многопродуктовым потоком // Тезисы докладов 2-й Московской конференции «Декомпозиционные методы в математическом моделировании и информатике», ВЦ РАН, Москва, 2004. с.12-14 (соавторы: Гринберг Я. Р., Курочкин И. И.)
76. Реализация процедуры продолжения оптимальных решений в распределённой вычислительной среде // In: «Dynamics of non-homogeneous systems», Proceedings of ISA, volume , Moscow, URSS, 2004(соавторы: Рогов С. В., Сухорослов О. В., Хуторной Д. А.), в сб. ИСА РАН т.9, стр. 149—167, 2004 г.
77. Дистанционное обучение в реальном времени (на примере школьной геометрии) // Труды совещания «Актуальные проблемы информатики в современном российском образовании», Москва, МГУ, 2004 (соавторы: О. С. Естехин, В. Е. Кривцов, А. С. Тарасов, Д. А. Хуторной, Д. И. Шарыгин, А.?.Ярославцев)
78. Равномерное заполнение телекоммуникационной сети каналами связи // Труды V Всероссийской школы-семинара «Прикладные проблемы управления макросистемами», Апатиты, 2004 (соавторы: Я. Р. Гринберг, И. И. Курочкин) + сб. ИСА РАН, т.8, стр.118-123.
79. Периодический оператор сдвига и квазипериодические решения // Дифференциальные уравнения, т.40, № 10, 2004 (соавторы: Дзюба С. М.)
80. Существование, устойчивость и структурная устойчивость единственного периодического решения // Вестник ТГТУ. 2004. Т.10, N1A. (соавторы: Дзюба С. М., Заусонина Т. Б., Лобанов С. М.)
81. Некоторые свойства решений линейных по управляющим воздействиям задач оптимального управления // Вестник ТГТУ. 2004. Т.10, N2 (соавторы: Дзюба С. М., Заусонина Т. Б., Лобанов С. М.)
82. Об общей задаче управления нелинейными системами по квадратичному критерию // Вестник ТГТУ. 2004. Т.10, N4 (соавторы: Дзюба С. М., Заусонина Т. Б., Лобанов С. М.)
83. Current problems and challenges in distance teaching and learning // The 10th International Congress on Mathematical Education Copenhagen, Denmark. July 4-11, 2004 (соавторы: W.D.Crowe)
84. О рекуррентных траекториях, минимальных множествах и квазипериодических решениях динамических систем // Дифференциальные уравнения, т., № 11, 2005 (соавторы: Дзюба С. М.)
85. О типическом поведении решений линейных по управляющим воздействиям задач оптимального управления // Теория и системы управления, № , 2005 (соавторы: Дзюба С. М.)
86. О типичном поведении систем дифференциальных уравнений с периодической правой частью // Дифференциальные уравнения, т., № 2005 (соавторы: Дзюба С. М.)
87. «Равномерные» алгоритмы последовательного заполнения потоковой сети потоками продуктов // Проблемы вычислений в распределенной среде: Сборник трудов ИСА РАН / Под ред. С. В. Емельянова, А. П. Афанасьева — Т.14 — М.: КомКнига, 2005, стр. 118—140 (соавторы: Гринберг Я. Р.,Курочкин И. И.)
88. Distributed Computing and Its Applications. // Felicity Press, Bristol,USA, 2005.ISBN 0-931265-10-2, 298p. Монография (соавторы: S.V. Emelyanov, A.P. Afanasiev, Y.R. Grinberg, V.E. Krivtsov,B.V. Peltsverger, O.V. Sukhoroslov, R.G. Taylor, V.V. Voloshinov)
89. Реализация GRID-вычислений в среде IARnet // Информационные технологии и вычислительные системы: Ж. РАН под редакцией С. В. Емельянова — № 2, 2005, с. 61-76.; (соавторы: Волошинов В. В., Гринберг Я. Р., Емельянов С. В., Кривцов В. Е., Сухорослов О. В.)
90. Продолжение траекторий в оптимальном управлении // М.: Эдиториал УРСС, 2005. 263 с. Монография
91. Виртуальная рыночная площадка для инноваций (virtual market place for innovation) — инструмент международного трансфера технологий и подготовки кадров для инновационной деятельности // Труды XLVIII научной конференции МФТИ, часть IX Гуманитарные науки, 2005 (соавторы: Киреев В. Б., Пельцвергер Б. В., Шестаков А. Л.)
92. Сравнительный анализ двух последовательных алгоритмов заполнения сети потоками продуктов // Первая международнакя конференция «Системный анализ и информационные технологии» САИТ-2005, Труды, М.:КомКнига, 2005 (соавторы: Гринберг Я. Р., Курочкин И. И.)
93. Построение и оценка доминирующих множеств в структурах коммуникаций // ДАН, т.408, № 6, 2006 (соавторы: Раппопорт А. М.)
94. Программный комплекс для решения задач дискретной оптимизации на распределенных вычислительных системах // Сб. трудов ИСА РАН, т.25, стр. 5-17 «Проблемы вычислений в распределенной среде: распределенные приложения, коммуникационные системы, математические модели и оптимизация», 2006 г. (соавторы: Волошинов В. В., Посыпкин М. А., Сигал И. Х., Хуторной Д. А.)
95. Типическое поведение движений динамических и непрерывных периодических систем: новый взгляд на устойчивость по Пуассону // Сб. трудов ИСА РАН «Проблемы вычислений в распределенной среде: распределенные приложения, коммуникационные системы, математические модели и оптимизация», т.25, стр.147-164, 2006 г. (соавторы: C. M. Дзюба, А. П. Пьянов)
96. Квазианалитическое решение систем дифференциальных уравнений с полиномиальными правыми частями. // Сб. трудов ИСА РАН, т.25, стр. 165—183, «Проблемы вычислений в распределенной среде: распределенные приложения, коммуникационные системы, математические модели и оптимизация», 2006 г. (соавторы: Тарасов А. С.)

## Награды и поощрения
- Премия правительства РФ в области образования за 2015 год
- Грамота патриарха Алексия II
- Две грамоты президиума РАН